# Cololejeunea hattoriana
Cololejeunea hattoriana là một loài Rêu trong họ Lejeuneaceae. Loài này được Mizut. & Pocs mô tả khoa học đầu tiên năm 1994.